# Ronin (Frombork)
Ronin (bis 2006: Ronina, deutsch Rahnenfeld) ist ein Ort in der polnischen Woiwodschaft Ermland-Masuren. Er gehört zur Stadt-und-Land-Gemeinde Frombork (Frauenburg) im Powiat Braniewski (Kreis Braunsberg).

## Geographische Lage
Ronin liegt im Nordwesten der Woiwodschaft Ermland-Masuren, zehn Kilometer südwestlich der Kreisstadt Braniewo (Braunsberg).

## Geschichte
Zum ersten Male wurde Ronenfelde im Jahre 1310 urkundlich erwähnt. Es handelte sich um ein Dorf mit ein paar kleinen Höfen und Gehöften. Als Gutsbezirk kam Rahnenfeld 1874 zum neu errichteten Amtsbezirk Sonnenberg (polnisch Bogdany) im ostpreußischen Kreis Braunsberg, Regierungsbezirk Königsberg. Im Jahre 1910 zählte das Dorf 58 Einwohner.
Am 17. Oktober 1928 verlor das Gutsdorf Rahnenfeld seine Eigenständigkeit: es wurde in die Stadtgemeinde Frauenburg (polnisch Frombork) eingegliedert.
Im Zusammenhang der Abtretung des gesamten südlichen Ostpreußen 1945 in Kriegsfolge an Polen erhielt Rahnenfled die polnische Namensform „Ronina“. Erst ab dem 1. Januar 2007 wurde der Name offiziell in „Ronin“ geändert. Heute ist das Dorf einer Ortschaft im Verbund der Gmina Frombork (Stadt-und-Land-Gemeinde Frauenburg) im Powiat Braniewski (Kreis Braunsberg), von 1975 bis 1998 der Woiwodschaft Elbląg, seither der Woiwodschaft Ermland-Masuren zugeordnet.
Als 2015 die Stadt Frombork zu einem Obszar Ochrony Uzdrowiskowej (= „Kurortschutzgebiet“) erklärt wurde, wurden die Dörfer Ronin und Bogdany (Sonnenberg) direkt miteinbezogen. Im Jahre 2021 zählte Ronin 14 Einwohner.

## Religion
Ronin gehört wie Rahnenfeld vor 1945 zur römisch-katholischen Pfarrei Frombork (Frauenburg), jetzt im Dekanat Braniewo im Erzbistum Ermland. Bis 1945 war das Dorf auch in die evangelische Kirche Frauenburg in der Kirchenprovinz Ostpreußen der Kirche der Altpreußischen Union eingegliedert. Heute ist es der Evangelisch-Augsburgischen Kirche in Polen zugehörig.

## Verkehr
Ronin liegt an einer Nebenstraße, die von der Stadt Frombork über Nowiny (Neufeld) bis nach Krzywiec (Dittersdorf) führt. Eine Bahnanbindung besteht nicht.